# Caracol
El término caracol (también churo o tlaconete) es el nombre común de los moluscos gasterópodos provistos de una concha espiral. Hay caracoles marinos (a veces denominados caracolas), dulceacuícolas y terrestres. Los caracoles se mueven por medio de una serie de contracciones musculares ondulatorias que recorren la cara inferior del pie. Estos poseen en la boca una estructura llamada rádula, con miles de dentículos que les sirven para raspar las superficies con el fin de alimentarse.

## Características
Los caracoles se desplazan con lentitud alternando contracciones y elongaciones de su cuerpo. Producen babas para autoayudarse en la locomoción reduciendo la fricción y permitiéndoles el desplazamiento por zonas de elevada pendiente gracias a su untuosidad. Esta mucosidad contribuye a su regulación térmica; también reduce el riesgo del caracol ante las heridas y las agresiones externas, principalmente bacterianas y fúngicas, y los ayuda a ahuyentar insectos potencialmente peligrosos como las hormigas. El mucus sirve además al caracol para desprenderse de ciertas sustancias tóxicas como los metales pesados.

Anatomía de un caracol de jardín. 1: concha 2: hígado 3: pulmón 4: ano 5: poro respiratorio 6: ojo 7: tentáculo 8: ganglios cerebrales 9: conducto salival 10: boca 11: buche 12: glándula salival 13: poro genital 14: pene 15: vagina 16: glándula mucosa 17: oviducto 18: saco de dardos 19: pie 20: estómago 21: riñón 22: manto 23: corazón 24: vasos deferentes.

Cuando se retraen en su concha, se agregan un tipo especial de mucosidad para cubrir la entrada que al solidificarse forma una estructura llamada opérculo. El opérculo de algunos caracoles tiene un olor agradable cuando se quema, por eso a veces se usa como un constituyente del incienso.
En invierno o en estaciones secas, muchas especies terrestres o de agua dulce hibernan en su concha sellándose con el opérculo, que les sirve de protección para la hibernación y que se destruye en la primavera o cuando el entorno se hace más húmedo. Algunas especies se reúnen e hibernan en grupos mientras que otras se entierran antes de la hibernación.
El caracol de tierra más grande es el caracol gigante africano (Lissachatina fulica) que puede medir hasta 30 cm; Pomacea maculata (familia Ampullariidae), el caracol de manzana gigante es el caracol más grande de agua dulce, con un tamaño que alcanza los 15 cm de diámetro y más de 600 g de peso. El más grande de todos los caracoles es el Syrinx aruanus, una especie marina que vive en Australia.
Cuando el caracol crece, también lo hace su concha. Un caracol cerrará una sección de su concha y añadirá una nueva cámara al crecer, cada cámara será más grande que la anterior por un factor constante. Como resultado, la concha formará una espiral logarítmica. En algún momento, el caracol construye un reborde alrededor de la abertura de la concha, deja de crecer, y comienza a reproducirse.
La concha del caracol y las cubiertas de los huevos están formadas principalmente por carbonato de calcio como las conchas de otros moluscos. A causa de esto, requieren una buena cantidad de calcio en su dieta y ambiente acuoso para producir una concha fuerte. Una carencia de calcio, o una fluctuación en el nivel de pH en su entorno, probablemente hará que su concha sea fina, se raje, o tenga agujeros. Por lo general, un caracol puede reparar su daño en la concha con el tiempo, si sus condiciones de vida mejoran, pero algún deterioro lo bastante grave podría ser fatal para el caracol. Por eso los caracoles se desarrollan mejor en las zonas calizas. Donde el carbonato cálcico escasea, algunas especies faltan y otras, las más adaptables, tragan piedrecitas que contienen calcio, roen huesos, piedra caliza o plantas ricas en calcio.

## Desarrollo temprano

### Segmentación
Los caracoles se caracterizan por presentar una segmentación holoblástica espiral. Al igual que la mayoría de los moluscos, este tipo de segmentación puede ser diferenciada fácilmente de la segmentación radial, debido a que el plano de segmentación no es paralelo o perpendicular al eje animal-vegetal del cigoto, en cambio el plano es oblicuo, lo que lleva a la disposición en espiral de las blastómeras durante los primeros estadios del desarrollo; además, este plano de división permite que haya mayor área de contacto entre las células llevando así a un estado termodinámicamente más estable. Una de las principales características de los animales que presentan este tipo de segmentación es el número limitado de divisiones celulares previas a la gastrulación, esto permite llevar estudios de forma muy específica para determinar el mapa de destino de cada célula de la blástula. A diferencia de otros animales, en los caracoles no se da la formación de un blastocele en la blástula y esta es conocida como estereoblástula,

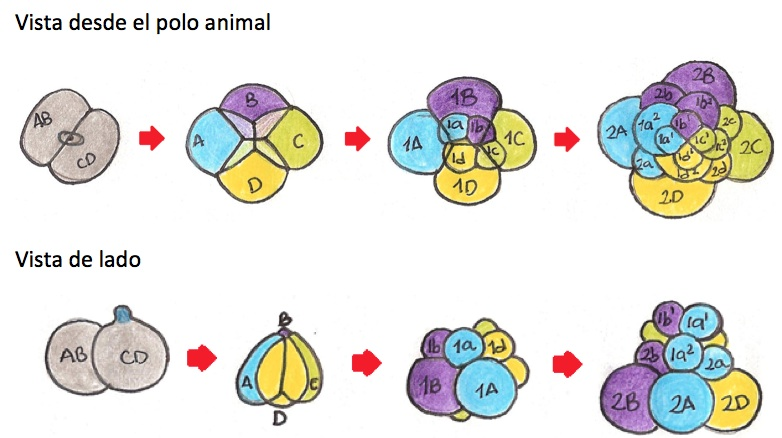
Segmentación espiral del caracol.

Durante las primeras dos segmentaciones, las cuales se dan casi meridionalmente, se producen cuatro macrómeras de gran tamaño, y la macrómera D es la más grande (el tamaño entre blastómeras varía según la especie). Durante las siguientes divisiones, se van a formar micrómeras a partir del polo animal de cada macrómera. Cada uno de los cuartetos de micrómeras resultantes puede ubicarse a la derecha o a la izquierda de su macrómera correspondiente, creando así el patrón espiral.

### Plano de segmentación
La determinación del plano de segmentación (derecha o izquierda) se encuentra controlada por factores citoplasmáticos que se encuentran al interior del ovocito. En los caracoles, las vueltas en espiral de las conchas pueden ser dextrales (abriéndose hacia la derecha), o sinistrales (izquierda), esto se encuentra determinado por un solo par de genes, sin embargo el genotipo del caracol en desarrollo no determina la orientación de la concha, ésta se encuentra determinada por el genotipo materno, dado que los factores genéticos relacionados con el enrollamiento son pasados al embrión por el citoplasma del ovocito.

### Mapa de destino
El estudio del mapa de destino fue realizado por Joanne Render en 1997 en el caracol marino Ilyanassa obsoleta inyectando polímeros conjugados con el marcador fluorescente Lucifer en micrómeras específicas, de modo que la fluorescencia puede ser observada en el tejido larval originado a partir de las células inyectadas.
Durante el desarrollo, normalmente el primer cuarteto de micrómeras va a dar origen a la estructura cefálica, del mismo modo el segundo cuarteto va a contribuir a la formación del estatocisto (órgano del equilibrio), la concha, el corazón, el velo y la boca; al igual que el segundo cuarteto, el tercero contribuye a grandes porciones del pie, el velo, el corazón y además el esófago. Por último la célula 4d (generalmente la de mayor tamaño), también llamada mesentoblasto está involucrada en la formación del riñón larval, el corazón, los músculos elevadores y el intestino. La especificación de estos destinos celulares se da por la ubicación citoplasmática y por inducción.

### Lóbulo polar

#### Determinación celular
Los caracoles, al igual que la mayoría de moluscos, son uno de los mayores ejemplos del desarrollo en mosaico en la naturaleza. Durante el proceso de desarrollo, las blastómeras son especificadas de manera autónoma por localización citoplasmática, de modo que los determinantes morfogenéticos se encuentran ubicados en regiones muy específicas del ovocito; es decir, ARNm específicos para algunos factores de transcripción y factores paracrinos se ubican en células particulares por la asociación con algunos centrosomas. En el caso de la mayoría de especies de caracoles, éstas moléculas determinantes se encuentran ubicadas en una región particular del cigoto, la cual va a dar origen al lóbulo polar.
El lóbulo polar es una estructura que fue descrita tanto por Wilson como por Crampton, los cuales encontraron que durante la segmentación en espiral de algunos moluscos y anélidos se observaba la extrusión de un bulbo de citoplasma justo antes de la primera segmentación, este bulbo fue denominado lóbulo polar. En algunas especies de caracoles, el área de unión entre el cigoto y el lóbulo se convierte en un tubo estrecho. Durante la primera segmentación, el cigoto es dividido de forma asimétrica, es por esto que el lóbulo polar queda únicamente adherido a la blastómera CD. En muchas ocasiones, la mayor parte del contenido citoplasmático se encuentra almacenado en el lóbulo, aparentando la presencia de una tercera célula, este estadio es conocido habitualmente como el estadio de trébol. En el trascurso de la segmentación, el material del lóbulo polar es absorbido por la blastómera CD y poco tiempo después, en los momentos previos a la segunda segmentación ocurre una segunda extrusión. Tras la segunda división, el citoplasma contenido en el lóbulo polar es absorbido nuevamente, pero esta vez únicamente por la blastómera D.

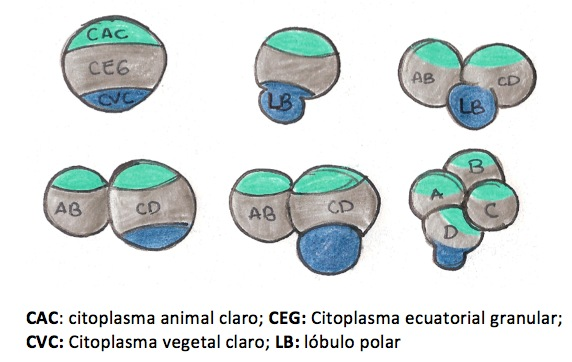
Formación del lóbulo polar durante el desarrollo del caracol.

En 1896, experimentos realizados por Crampton demostraron que la extirpación del lóbulo polar durante el estadio de trébol, aunque no afecta la división celular de las células, ocasiona el desarrollo incompleto de la larva trocófora, esta carece de estructuras intestinales, corazón y músculos elevadores y ojos entre otros. Lo anterior demuestra que el citoplasma almacenado en el lóbulo polar contiene determinantes morfogenéticos involucrados en el desarrollo y diferenciación del mesodermo y el endodermo. Además explica la contribución de la blastómera D en la formación del endomesodermo. Con este experimento se concluyó, además, que los factores de determinación mesodérmica son destinados de manera muy temprana, poco tiempo después de la fecundación, a tener una localización específica que determinará el correcto proceso de segmentación de las blastómeras. Otros estudios sugieren que los determinantes morfogenéticos no se encuentran ubicados en la parte difusible del citoplasma del lóbulo polar, en cambió proponen que se localizan en el citoplasma cortical no fluido o en el citoesqueleto.

##### Blastómera D
Dado que el material del lóbulo polar es absorbido por la blastómera D (siendo esta de mayor tamaño), al extirpar esta, o sus blastómeras derivadas (1D/2D) se va a obtener una larva incompleta similar a la obtenida al retirar el lóbulo polar. Aunque las blastómera D no contribuye directamente en el desarrollo de las estructuras faltantes, parece inducir a otras células a adquirir los destinos celulares correspondientes. Al retirar la blastómera 3D inmediatamente tras la formación de 3D y 3d, el fenotipo resultante será similar a los descritos al eliminar D, 1D o 2D; sin embargo, si la extirpación se realiza en etapas más tardías la larva resultante es casi completamente normal. Además se observó que tras la tercera segmentación si se elimina la blastómera 4D el fenotipo resultante es normal, pero si se retira la célula 4d la larva carecerá de corazón e intestino. La blastómera 4d es entonces la responsable en la división subsecuente de dos mesentoblastos (células precursoras de órganos mesodérmicos (corazón) y endodérmicos (intestino). Por su parte, la célula 3D induce la activación de la cascada de MAP kinasa en las micrómeras del ectodermo que se encuentran arriba de ésta y que son precursoras del ojo y la glándula de la concha.

#### Formación del eje
La polaridad dorso-ventral del embrión, es determinada también por el material presente en el lóbulo polar. Si se traspasa material del lóbulo polar a la blastómera AB, además de la blastómera CD, se van a obtener larvas siamesas unidas en la superficie ventral.

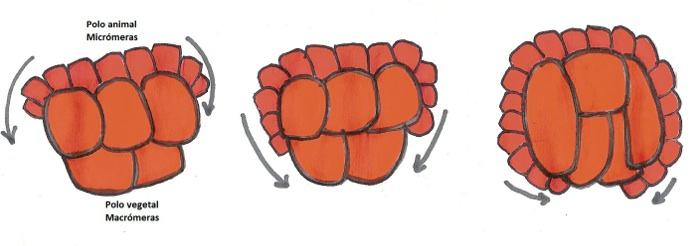
Proceso de epibolia durante la gastrulación del caracol

### Gastrulación
La estereoblástula del caracol se caracteriza por ser relativamente pequeña y tener sus destinos celulares determinados de manera temprana por la acción de la macrómera D y sus derivadas. La gastrulación comienza en primer lugar con el proceso de epibolia, de modo que las células del polo animal se multiplican y cubren las macrómeras del polo vegetal. Por último, las micrómeras envuelven la totalidad del embrión, dejando una hendidura de pequeño tamaño en una región del polo vegetal.

## Caracoles terrestres

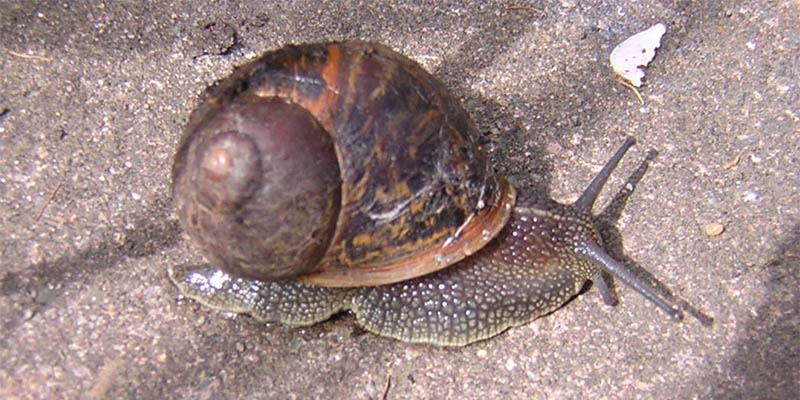
Caracol común de jardín (Cornu aspersum).

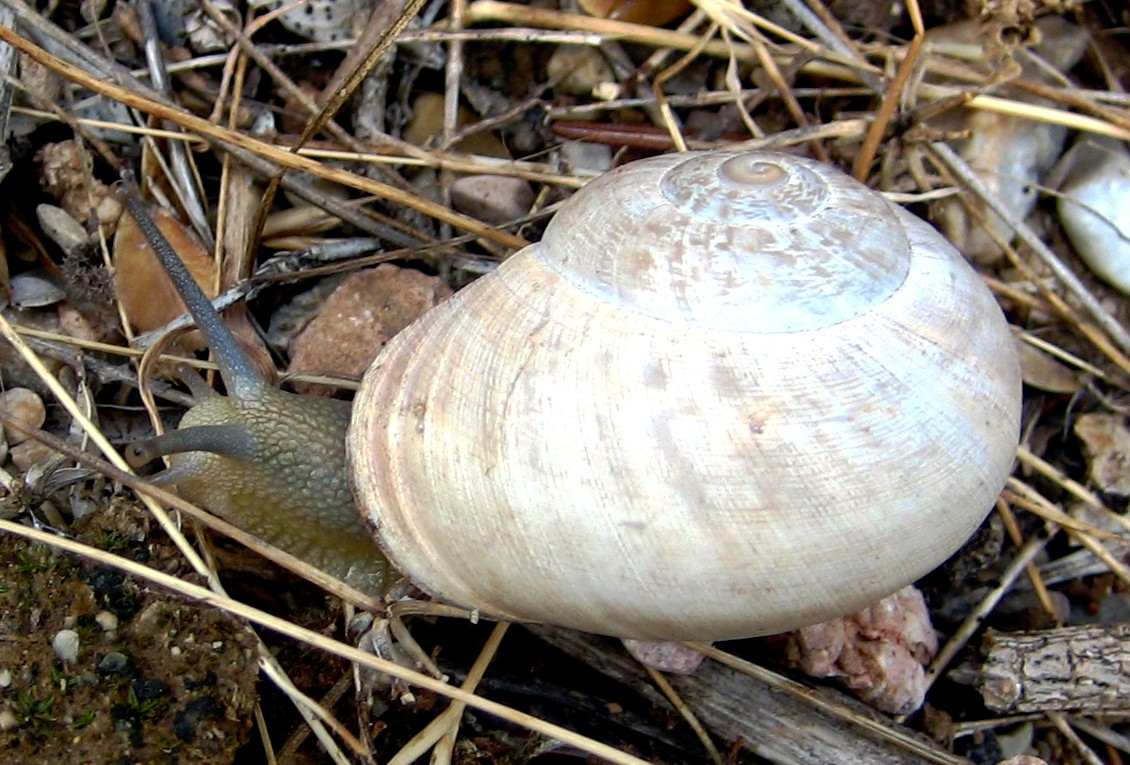
Baqueta (Iberus gualtieranus alonensis), seguramente, el caracol más caro del mundo.

Pertenecientes al grupo de los pulmonados, su musculosa cavidad paleal, se ha transformado en pulmón. Poseen una cavidad pulmonar engrosada, con un orificio pequeño llamado pneumostoma. La superficie interior está ricamente vascularizada y debido a que su base está unida al pie, permite la ventilación. Tienen una concha globulosa helicoidal y dos pares de tentáculos retráctiles, un par provisto de ojos y el otro táctil. La concha de la mayoría de los caracoles terrestres se arrolla casi siempre en sentido dextrógiro, es decir en el mismo sentido que las agujas del reloj, aunque en algunas especies su concha lo hace en sentido contrario, levógiro.  Cornu aspersum es una de las varias especies similares que se denominan caracol terrestre; entre las que destacan:
- Cornu aspersum. Caracol común de jardín o caracol terrestre común
  - Cornu aspersum media. Subespecie del caracol común de jardín (tamaño pequeño)
  - Cornu aspersum maxima. Subespecie del caracol común de jardín (tamaño grande)
- Helix pomatia. Caracol romano, caracol de Borgoña o caracol de viña
- Helix lucorum.
- Cepaea nemoralis.
- Lissachatina fulica. Caracol gigante africano; fue presentado como comestible en la II Guerra Mundial. En el momento actual se le considera una plaga para la agricultura y tiene algunos efectos dañinos para la salud de los humanos.
- Iberus gualtieranus alonensis. Conocidos con el nombre común de vaquetas o serranas, son considerados un exquisito manjar en la Comunidad Valenciana y en las comarcas del Ebro (Aragón y Cataluña), alcanzando precios desorbitados en los mercados.
- Otala punctata. Cabrilla; propio de Europa mediterránea; apreciado en gastronomía.

### Hibernación / Estivacion
Los caracoles hibernan (normalmente desde octubre/abril hasta finales de abril/octubre) en los climas fríos y templados. También pueden detener su actividad en verano en condiciones de sequía, lo que se le conoce como estivación. En las regiones tropicales, experimentan un letargo estival similar al que experimentan algunos reptiles. Para mantenerse húmedos durante la hibernación, sellan la apertura de su concha con una capa seca de mucosidad y material calcáreo, llamada epifragma.

### Coloración
La coloración de la concha a menudo se ve afectada por la cantidad de luz ambiental, de forma que los caracoles que viven en la oscuridad poseen conchas con tonalidades más claras, como el beige, o incluso translúcidas. Por el contrario, aquellos caracoles que habitan zonas más expuestas a la luz solar tienen conchas con dibujos variados.

### Reproducción

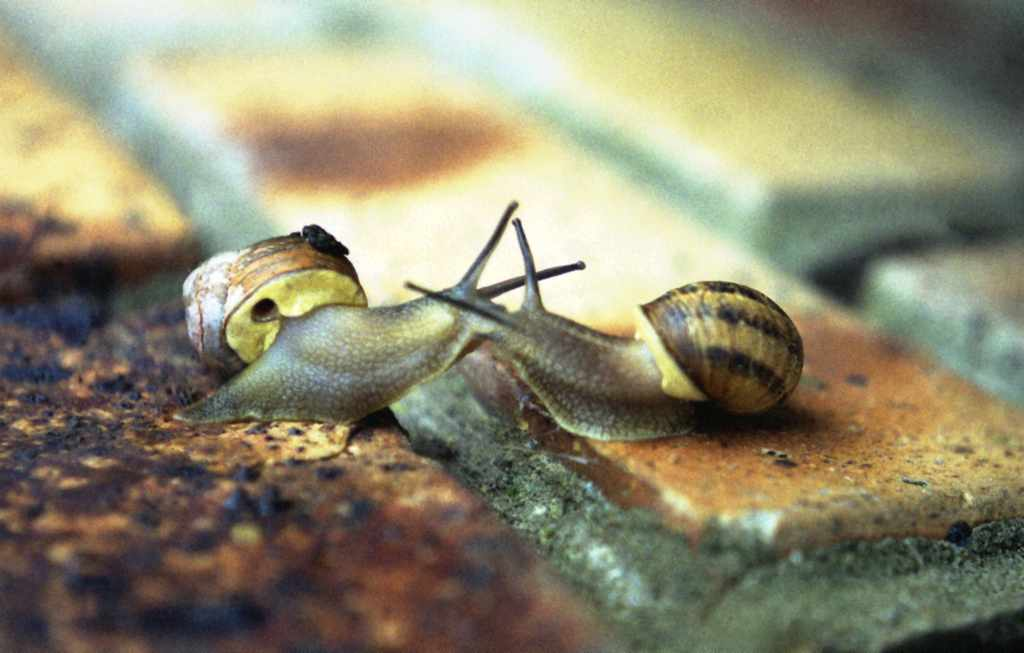
Dos caracoles antes de la cópula.

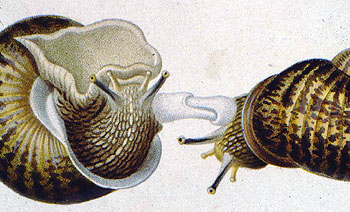
Conexión del aparato reproductor a la hora del apareamiento (Ilustración de Férussac en 1820).

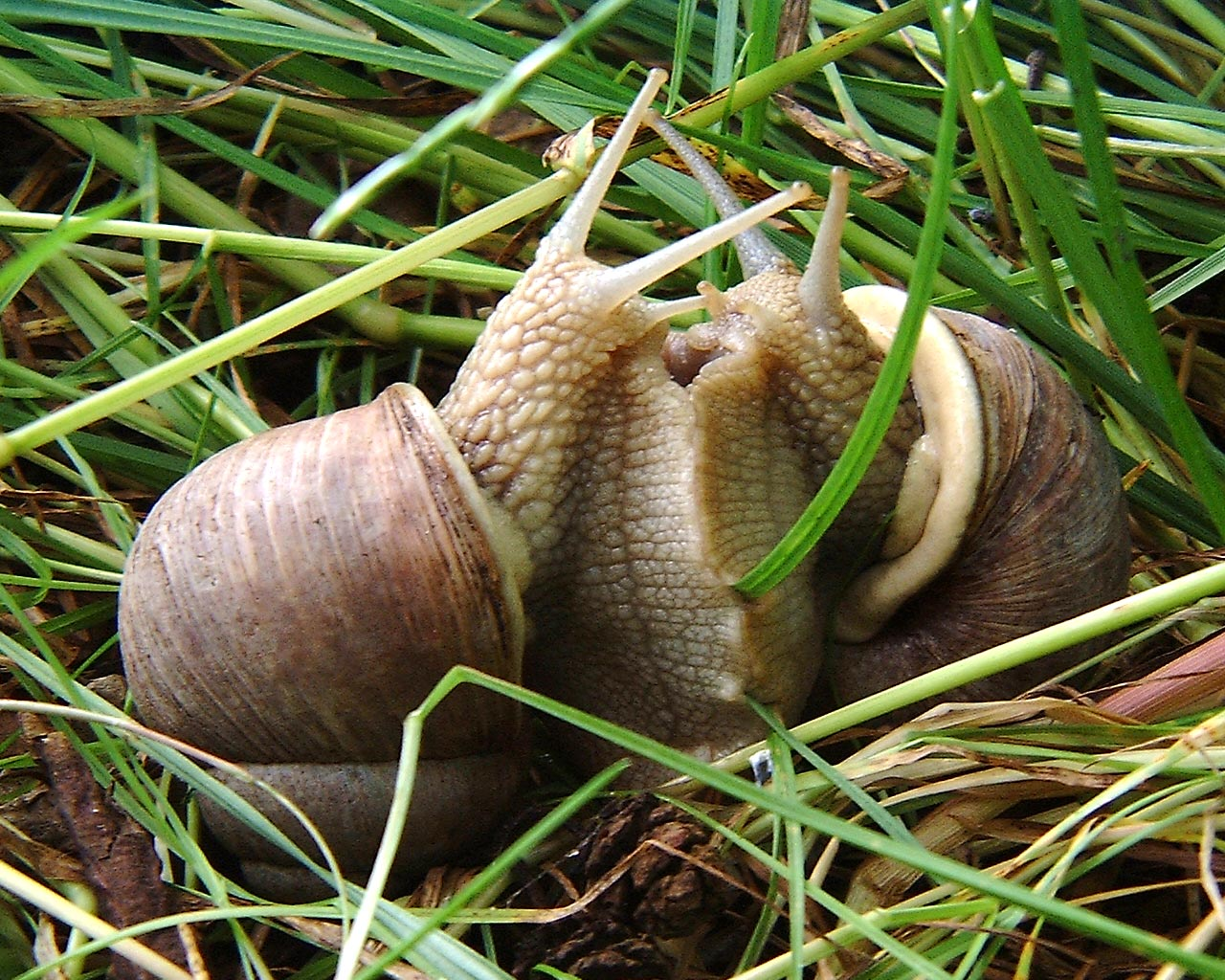
Helix pomatia copulando.

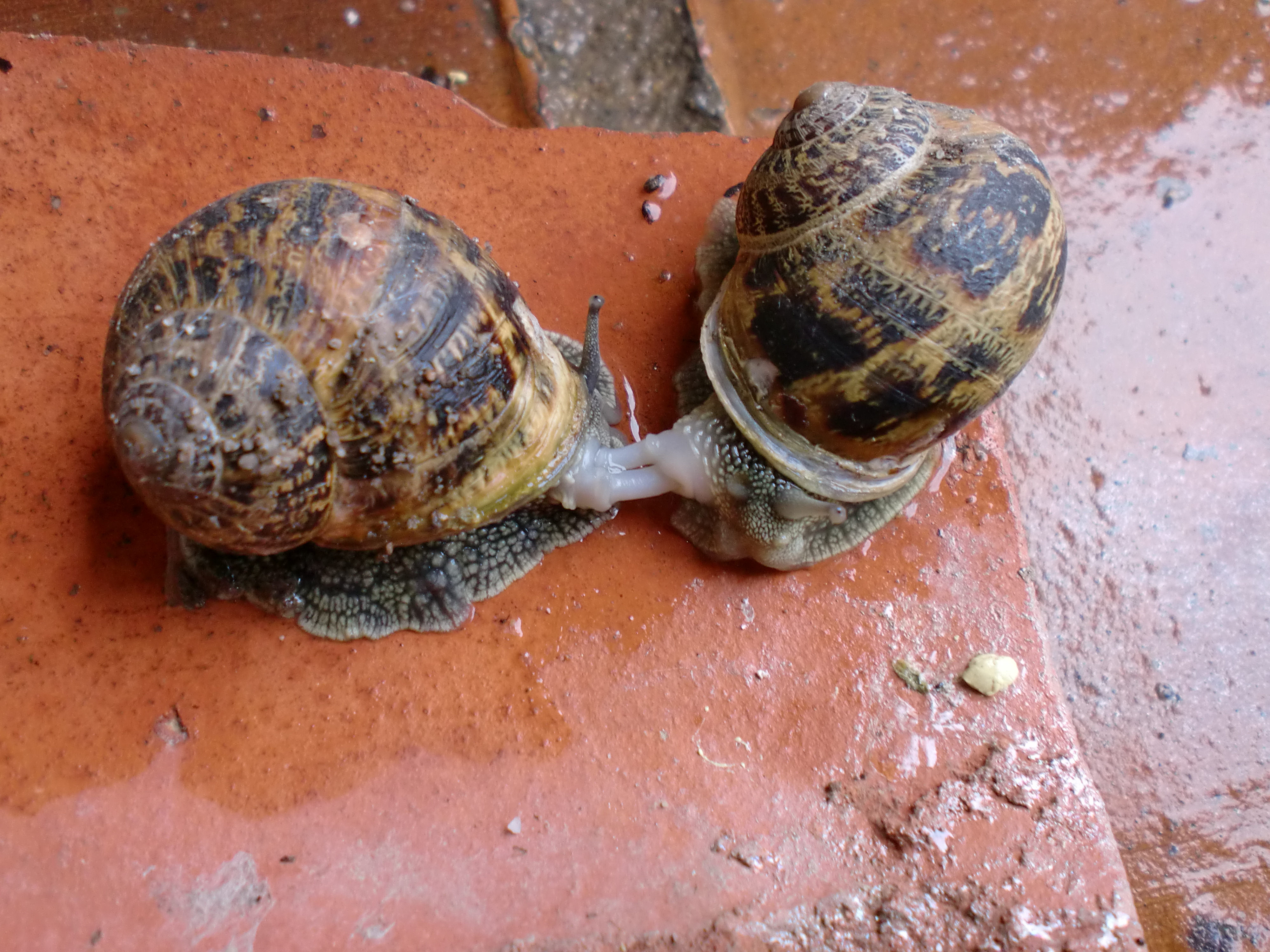
Cornu aspersum copulando.

Los caracoles son ovíparos. Son hermafroditas, producen tanto espermatozoides como óvulos. Deben acoplarse porque no pueden autofecundarse. Están equipados de un órgano reproductor masculino y del órgano receptivo correspondiente. Otros, como los caracoles manzana o Ampullariidae, son hembra o macho.
Los caracoles de jardín, por parejas, se inseminan el uno al otro, para fertilizar internamente sus óvulos. Generalmente, en la primavera y en otoño de las zonas templadas, mientras el tiempo permanece caliente y húmedo. La cópula se hace generalmente de noche y dura de promedio entre cuatro y siete horas. Se lanzan el uno al otro una saeta o espícula de carbonato cálcico, que desaparece en el interior del receptor. Al parecer, este dardo tiene una función estimulante, ya que no lleva consigo célula sexual alguna. Después de este complejo cortejo, se transfiere un espermatóforo (estructura contenedora de espermatozoides) del órgano genital masculino de un individuo al femenino del otro individuo, donde se irán liberando los espermatozoides con la consiguiente fecundación de los óvulos.
Después hacen un agujero, enterrando sus huevos algunos centímetros bajo la superficie de la capa fértil. Pasados quince días, estos huevos eclosionan y surgen las caracolitas. Cada puesta consiste en hasta cincuenta huevos. Son capaces de poner huevos una vez cada mes.

### Depredadores
Los caracoles tienen muchos depredadores naturales, incluyendo otras especies de caracoles, erizos, escarabajos, planarias, serpientes, sapos, tortugas, lagartos, orugas carnívoras y aves como gallináceas, faisánidas, anátidas, túrdidos, además de un gavilán caracolero especializado en cazar caracoles de laguna (Ampullariidae).
Se sabe, de igual forma, que durante su ciclo reproductivo, en la etapa de huevo, estos son presa de varios depredadores como el caso de los ciempiés o escolopendras (quilópodos).
Los humanos también aportan grandes peligros para los caracoles. Además de la amenaza obvia de pisarlos, la contaminación del agua y la lluvia ácida destruyen sus caparazones y los envenenan, ponen en peligro de extinción a muchas de estas especies. Además, los caracoles son usados en la alimentación humana en todo el mundo.

### Esperanza de vida
La vida de los caracoles varía de una especie a otra. En su hábitat natural, los caracoles Achatinidae viven alrededor de entre cinco y siete años y los caracoles del género Helix aproximadamente de dos a tres. La mayor parte de las muertes son debidas a depredadores o parásitos.[cita requerida]

### Usos culinarios

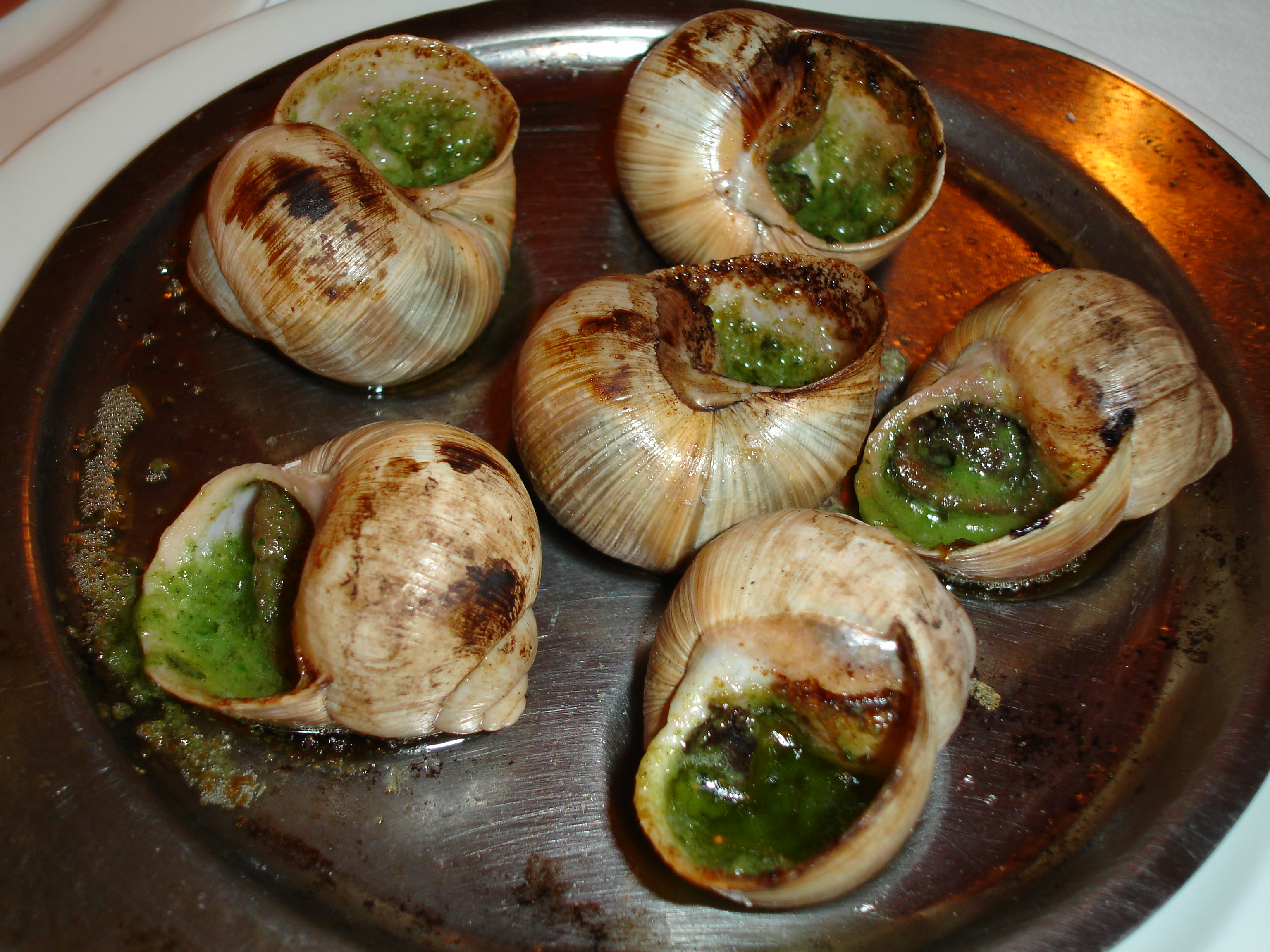
Caracoles horneados con mantequilla y perejil, según una receta francesa.

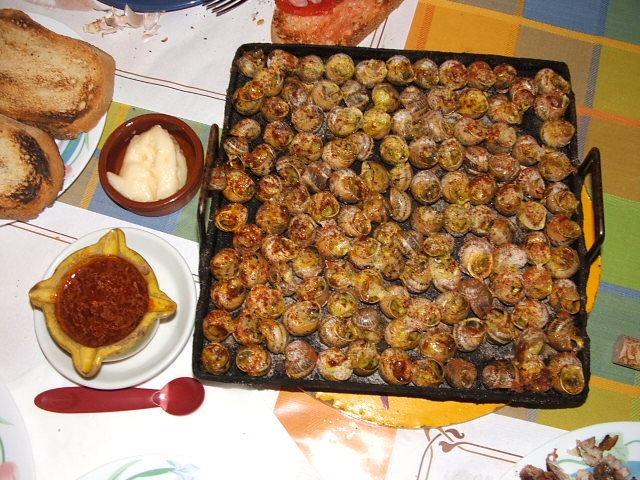
Caracoles a la llauna, típicos de Lérida.

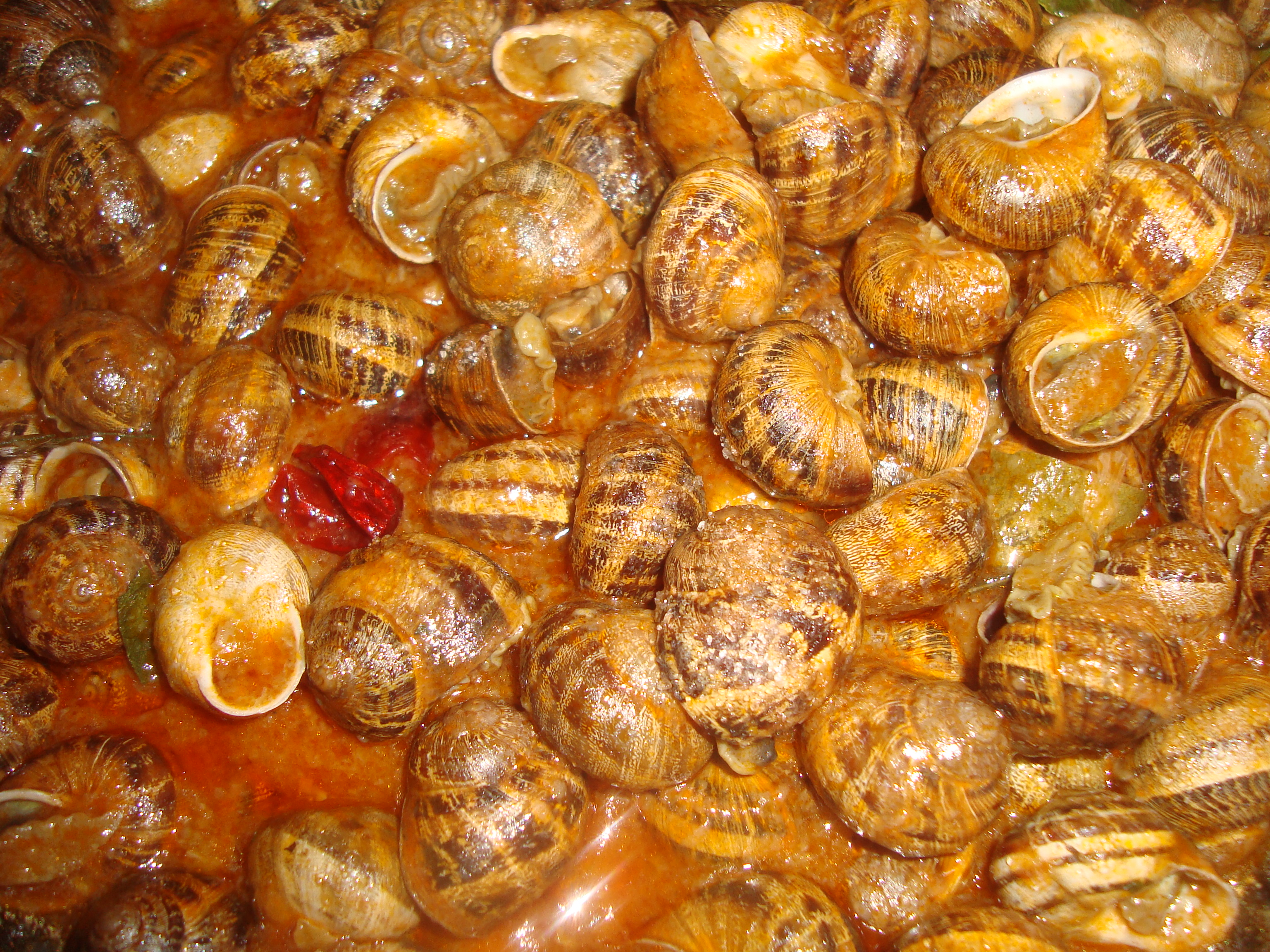
Caracoles con salsa, "caragols en suc", comarca Plana-Alta (Castellón, España).

La antigüedad del caracol en la dieta humana se remonta a la Edad del Bronce, al menos 1800 a. C., basándose en fósiles encontrados. Pero parece ser que fueron los romanos los que explotaron sus propiedades alimenticias llegando incluso a crear lugares para criarlos denominados cochlearium. Plinio el Viejo dejó escrito que Fulvius Hirpinus instaló una granja para la cría de caracoles en Tarquinia, sobre el año 50 a. C. Los romanos consumían caracoles no solo como alimento, sino que suponían que era un remedio eficaz para enfermedades del estómago y de las vías respiratorias, como dejó constancia Plinio el Viejo, que recomendaba la ingesta de caracoles en número impar como remedio para la tos y males estomacales.
El caracol terrestre forma parte de la cocina mediterránea, especialmente la española y francesa, como uno de los manjares más exquisitos. También cabe destacar que al margen de estas cocinas el consumo del caracol se considera un uso culinario extraño, especialmente en la cocina estadounidense y se equipara a consumir una babosa, puesto que el caracol es precisamente eso, solo que posee una concha propia. Suele cocinarse al hervor y servirse acompañado de diversas salsas, aderezadas con hierbabuena.
Los caracoles son consumidos en diferentes partes del mundo. Aunque escargot sea la palabra francesa para "caracol", escargot en un menú inglés generalmente está reservado para los caracoles preparados con recetas tradicionales francesas (servido con su caparazón y aderezado con ajo, mantequilla y perejil).
En Europa se consumen varias especies:
- Helix pomatia, el caracol comestible, preparado con su concha, con mantequilla y perejil.
  - Tamaño típico: 40 a 55 mm para un peso adulto de 25 a 45 g.
  - Se encuentra normalmente: en Borgoña, Francia.

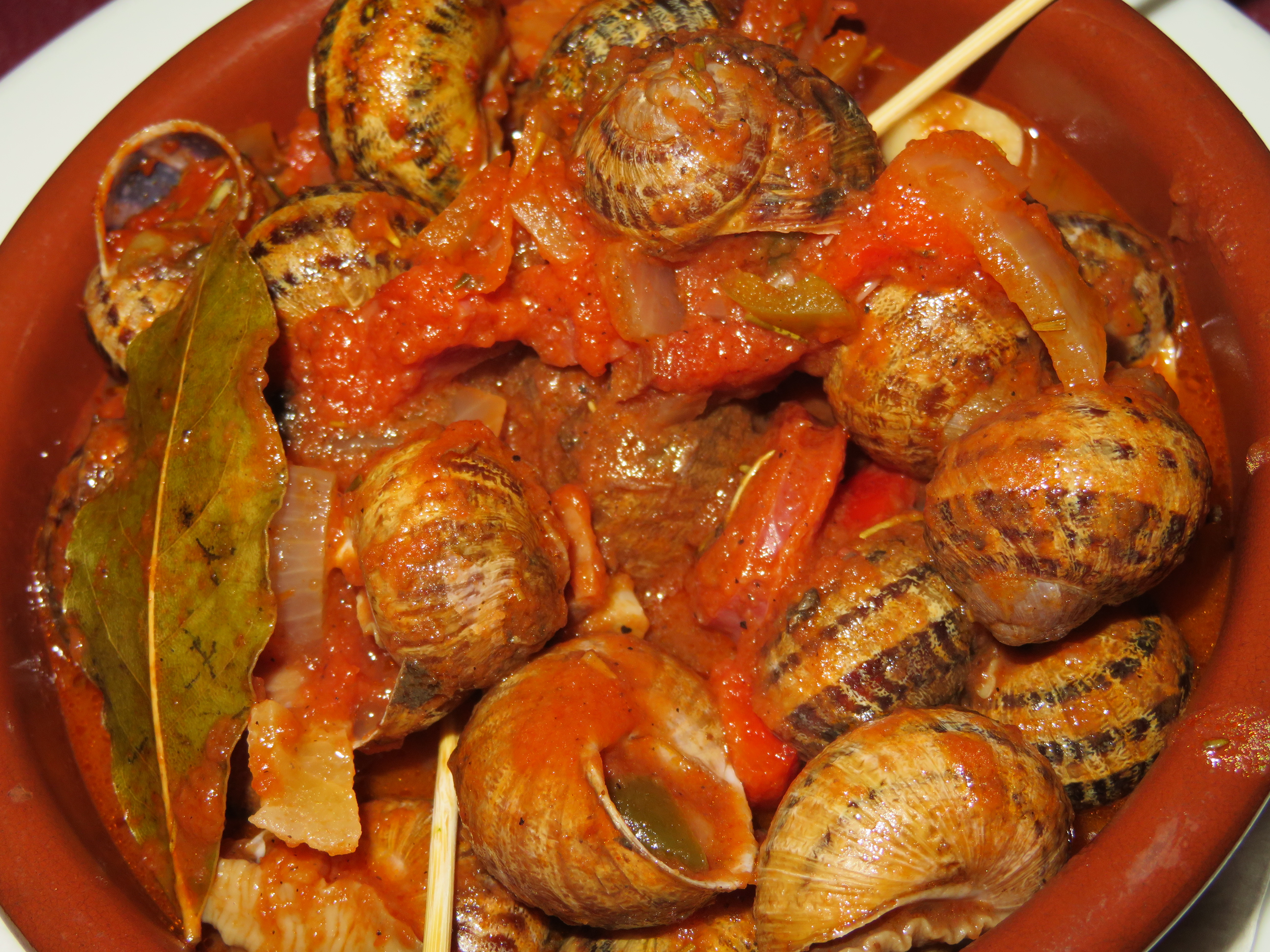
Caracoles a la catalana, comarca Baix Penedés (Tarragona, España)

- Cornu aspersum:
  - Cornu aspersum aspersa también conocido como el caracol europeo marrón, se cocina de muchas maneras, según las diferentes tradiciones locales.
    - Tamaño típico: 28 a 35 mm para un peso adulto de 7 a 15 g.
    - Se encuentra normalmente: Países mediterráneos (Europa y África del Norte) y la costa Atlántica francesa.

  - Cornu aspersum máxima.
    - Caracoles a la catalana, comarca Baix Penedés (Tarragona, España)Tamaño típico: 40 a 45 mm para un peso medio de 20 a 30 g.
    - Se encuentra normalmente: en África del Norte.
- Otala punctata, la cabrilla.
- Lissachatina fulica, un caracol gigante africano, es troceado y enlatado y se hace pasar para algunos consumidores como escargot.
- Iberus gualtieranus alonensis, la baqueta o serrana, apreciadísima en la Comunidad Valenciana, Región de Murcia y sur de Cataluña y Aragón; se utilizan especialmente para la elaboración de la paella.

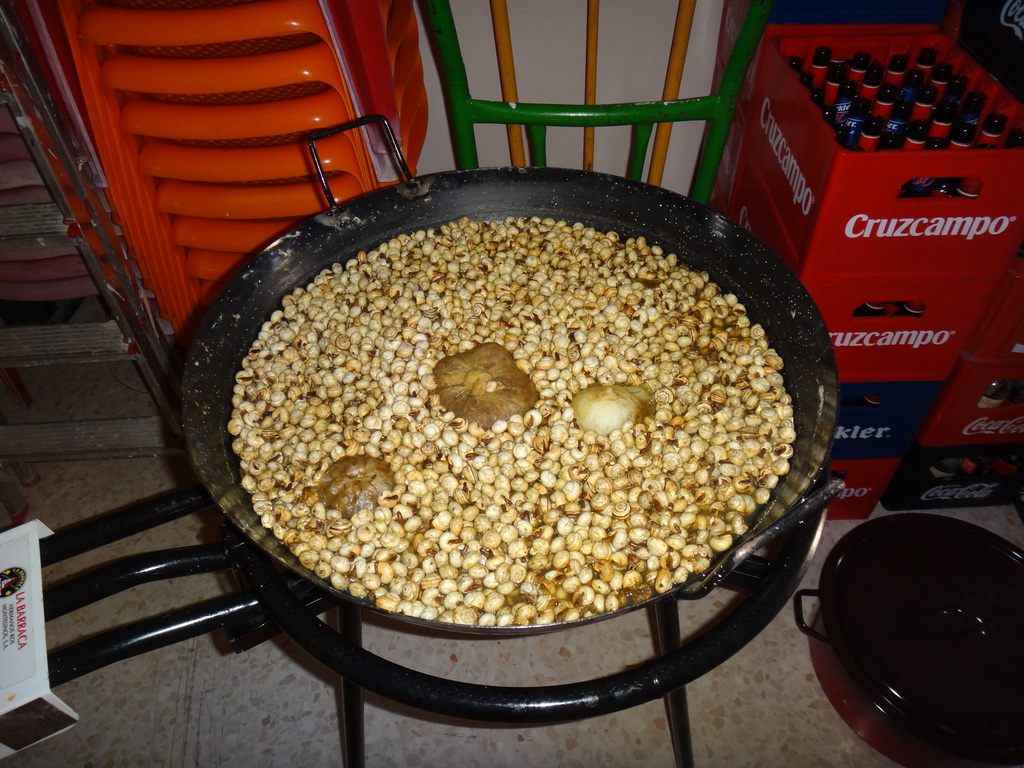
Preparando caracoles a la andaluza.

Los caracoles son también consumidos en Portugal, donde se les llaman caracóis, y son servidos en bares y tabernas, por lo general hervidos con ajo. También la cocina tradicional española es muy aficionada a los caracoles o como consumiendo varias especies como la  Cornu aspersum, Helix punctata, Helix pisana o Iberus gualtieranus alonensis entre otras. Son múltiples las recetas consideradas como un manjar a lo largo de la geografía española como los caracoles a la palentina. Pequeños o de tamaño medio por lo general, son cocinados en diferentes salsas picantes o incluso en sopas, mientras los más grandes pueden ser reservados para otros platos como el "arroz con conejo y caracoles" (una paella con caracoles y conejo que es muy popular en las regiones interiores del sudeste de España).
Varias especies de caracoles son también consumidas en la cocina asiática.

### Enfermedades
Los caracoles, tanto terrestres como acuáticos, son portadores (vectores) de muchos parásitos, tanto unicelulares como pluricelulares (diversas especies de nematodos) que infectan a los animales que los ingieren. Se los considera vectores de la gripe. Hospedadores intermedios de Fasciola gigantica, Fasciola huski, Fasciola hepatica, trematodos frecuentes en el hígado de los rumiantes. Y en diversas partes del mundo, como los trópicos, la esquistosomiasis o bilharziosis afecta a doscientos millones de personas.
Frecuentemente utilizando estrategias inversas al aposematismo los gusanos parásitos delatan al caracol, para que sea devorado por un predador.